# Natação nos Jogos Pan-Americanos de 2023 - 400 m livre masculino
A competição de 400 m livre masculino da natação nos Jogos Pan-Americanos de 2023 foi disputada em 21 de outubro no Centro Acuático Estadio Nacional, em Santiago, no Chile. No total, competiram 23 atletas de 18 Comitês Olímpicos Nacionais (CON).

## Calendário
Horário local (UTC-4).
| Data          | Horário | Fase          |
| ------------- | ------- | ------------- |
| 21 de outubro | 09:18   | Eliminatórias |
| 21 de outubro | 16:15   | Final B       |
| 21 de outubro | 16:23   | Final A       |

## Medalhistas
| Ouro   | BRA Guilherme Costa |
| Prata  | VEN Alfonso Mestre  |
| Bronze | USA James Plage     |

## Recordes
Antes desta competição, os recordes mundiais e dos Jogos Pan-Americanos da prova eram os seguintes:
| Tipo                             | Atleta              | Tempo   | Local   | Data                |
| -------------------------------- | ------------------- | ------- | ------- | ------------------- |
|                                  | GER Paul Biedermann | 3m40s07 | Roma    | 26 de julho de 2009 |
| Recorde dos Jogos Pan-Americanos | CAN Ryan Cochrane   | 3m48s29 | Toronto | 17 de julho de 2015 |

O seguinte novo recorde foi estabelecido durante esta competição:
| Data                  | Prova   | Atleta          | Nacionalidade | Tempo   | Recordes                         |
| --------------------- | ------- | --------------- | ------------- | ------- | -------------------------------- |
| 21 de outubro de 2023 | Final A | Guilherme Costa | Brasil        | 3:46.79 | Recorde dos Jogos Pan-Americanos |

## Resultados

### Eliminatórias
Qualificação: Os oito mais rápidos (QA) qualificam-se para a final A e os próximos oito mais rápidos (QB) qualificam-se para a final B.
As eliminatórias foram realizadas em 21 de outubro.
| Pos. | Bateria | Raia | Atleta                | Nacionalidade                       | Tempo   | Notas |
| ---- | ------- | ---- | --------------------- | ----------------------------------- | ------- | ----- |
| 1    | 3       | 4    | Guilherme Costa       | BRA Brasil                          | 3:52.23 | QA    |
| 2    | 3       | 3    | Jay Litherland        | USA Estados Unidos                  | 3:55.00 | QA    |
| 3    | 3       | 5    | Alexander Steverink   | BRA Brasil                          | 3:55.21 | QA    |
| 4    | 2       | 4    | Alfonso Mestre        | VEN Venezuela                       | 3:55.67 | QA    |
| 5    | 3       | 1    | Dylan Porges          | MEX México                          | 3:55.84 | QA    |
| 6    | 2       | 5    | James Plage           | USA Estados Unidos                  | 3:55.90 | QA    |
| 7    | 3       | 7    | Eduardo Cisternas     | CHI Chile                           | 3:56.31 | QA    |
| 8    | 2       | 3    | Juan Morales          | COL Colômbia                        | 3:56.34 | QA    |
| 9    | 2       | 6    | Santiago Corredor     | COL Colômbia                        | 3:56.75 | WD    |
| 10   | 3       | 6    | Jeremy Bagshaw        | CAN Canadá                          | 3:57.43 | WD    |
| 11   | 3       | 2    | Joaquín Vargas        | PER Peru                            | 3:57.78 | QB    |
| 12   | 2       | 7    | José Cano             | MEX México                          | 3:58.60 | QB    |
| 13   | 2       | 2    | Yu Tong Wu            | CAN Canadá                          | 3:59.11 | QB    |
| 14   | 3       | 8    | Christian Bayo        | PUR Porto Rico                      | 4:02.32 | QB    |
| 15   | 2       | 1    | Diego Dulieu          | HON Honduras                        | 4:02.45 | QB    |
| 16   | 1       | 5    | Alberto Vega          | CRC Costa Rica                      | 4:05.79 | QB    |
| 17   | 1       | 4    | Raekwon Noel          | GUY Guiana                          | 4:07.38 | QB    |
| 18   | 1       | 7    | James Allison         | CAY Ilhas Cayman                    | 4:07.94 | QB    |
| 19   | 1       | 3    | Gerald Hernandez      | NCA Nicarágua                       | 4:10.36 |       |
| 20   | 2       | 8    | Noah Mascoll-Gomes    | ANT Antígua e Barbuda               | 4:11.50 |       |
| 21   | 1       | 1    | Luke-Kennedy Thompson | BAH Bahamas                         | 4:11.61 |       |
| 22   | 1       | 2    | Christopher Gossman   | EAI Equipe de Atletas Independentes | 4:13.21 |       |
| 23   | 1       | 6    | Jose Campo            | ESA El Salvador                     | 4:25.68 |       |

### Final B
A final B foi realizada em 21 de outubro.
| Pos. | Raia | Atleta         | Nacionalidade    | Tempo   | Notas |
| ---- | ---- | -------------- | ---------------- | ------- | ----- |
| 9    | 3    | Yu Tong Wu     | CAN Canadá       | 3:57.85 |       |
| 10   | 4    | Joaquín Vargas | PER Peru         | 3:58.06 |       |
| 11   | 5    | José Cano      | MEX México       | 4:00.33 |       |
| 12   | 6    | Christian Bayo | PUR Porto Rico   | 4:02.26 |       |
| 13   | 2    | Diego Dulieu   | HON Honduras     | 4:02.86 |       |
| 14   | 7    | Alberto Vega   | CRC Costa Rica   | 4:05.54 |       |
| 15   | 1    | Raekwon Noel   | GUY Guiana       | 4:05.82 |       |
| 16   | 8    | James Allison  | CAY Ilhas Cayman | 4:11.92 |       |

### Final A
A final A foi realizada em 21 de outubro.
| Pos. | Raia | Atleta              | Nacionalidade      | Tempo   | Notas                            |
| ---- | ---- | ------------------- | ------------------ | ------- | -------------------------------- |
| 01 ! | 4    | Guilherme Costa     | BRA Brasil         | 3.46.79 | Recorde dos Jogos Pan-Americanos |
| 02 ! | 6    | Alfonso Mestre      | VEN Venezuela      | 3:47.62 |                                  |
| 03 ! | 7    | James Plage         | USA Estados Unidos | 3:50.74 |                                  |
| 4    | 5    | Jay Litherland      | USA Estados Unidos | 3:52.72 |                                  |
| 5    | 3    | Alexander Steverink | BRA Brasil         | 3:53.77 |                                  |
| 6    | 8    | Juan Morales        | COL Colômbia       | 3:54.44 |                                  |
| 7    | 2    | Eduardo Cisternas   | CHI Chile          | 3:54.70 |                                  |
| 8    | 1    | Dylan Porges        | MEX México         | 3:55.12 |                                  |

Legenda
| Recorde mundial                  | Recorde mundial (World record)               |                       | Recorde africano                      | Recorde africano (African) |                                           | Q | Classificado por posição (Qualified) |
| Recorde dos Jogos Pan-Americanos | Recorde pan-americano (Pan-American record)  | Recorde da América    | Recorde da América (Americas)         | q                          | Classificado por melhor tempo (Qualified) |   |                                      |
| Melhor marca do ano              | Melhor marca do ano (World leading)          | Recorde asiático      | Recorde asiático (Asian)              | DNS                        | Não largou (Did not start)                |   |                                      |
| Recorde nacional                 | Recorde nacional (National record)           | Recorde europeu       | Recorde europeu (European)            | DNF                        | Não terminou (Did not finish)             |   |                                      |
| Recorde pessoal                  | Recorde pessoal do atleta (Personal best)    | Recorde da Oceania    | Recorde da Oceania (Oceania)          | DSQ / DQ                   | Desclassificado (Disqualified)            |   |                                      |
| Recorde da temporada             | Recorde da temporada do atleta (Season best) | Recorde sul-americano | Recorde sul-americano (South America) | NM                         | Sem marca (No mark)                       |   |                                      |